# Zakef gadol
| ֽ | Sof pasuq       |  | ֑   | Etnachta            |
| ֶ | Segol (Trope)   |  | ֓ ׀ | Schalschelet gedola |
| ֔ | Zaqef qaton     |  | ֕   | Zakef gadol         |
| ֗ | Rewia           |  | ֖   | Tipcha              |
| ֮ | Zarqa (Trope)   |  | ֙   | Paschta             |
| ֚ | Jetiw           |  | ֛   | Tewir               |
| ֜ | Geresch (Trope) |  |    | Gerschajim (Trope)  |
| ֡ | Pazer           |  | ֟   | Qarne para          |
| ֠ | Telischa gedola |  | ֣ ׀ | Munach Legarmeh     |

| ֣ | Munach           |  | ֤ | Mahpach         |
| ֥ | Mercha           |  | ֦ | Mercha kefula   |
| ֧ | Darga (Trope)    |  | ֨ | Qadma           |
| ֩ | Telischa qetanna |  | ֪ | Jerach ben jomo |
| ֖ | Majela (Trope)   |  |  |                 |

## Bezeichnungen
| Trope                                                                          |
| ------------------------------------------------------------------------------ |
| von altgriechisch τρόπος tropos über jiddisch טראָפּ trop dt.: Betonung, Melodie |

Das hebräische Wort zakef (זָקֵף) heißt übersetzt aufrecht, gadol (גָּדוֹל) heißt groß. In der aschkenasischen, sephardischen und italienischen Tradition wird das Betonungszeichen Zakef gadol זָקֵף גָּדוֹל genannt. Die Tabula accentuum transliteriert und übersetzt mit Zāqēp̄ magnum.

## Symbol
Das Symbol besteht aus zwei Komponenten: dem eigentlichen Zakef (wie im Zaqef qaton) und einem vertikalen Strich direkt dahinter (also links davon).

## Verwendung
Zakef gadol und Zaqef qaton sind trennende Akzente, die im Herrschaftsbereich eines Etnachtas vorkommen. Den Tropen Zakef gadol oder Zaqef qaton folgt entweder eine weitere Trope Zakef oder die gesamte Etnachta-Tropengruppe, die wiederum mit der Trope Mercha beginnt.
Die Trope Zakef gadol wird in Fällen eingesetzt, wo in der Regel die Trope Zaqef qaton erwartet worden wäre. Da dort aber nur ein einziges Wort steht, wird anstelle der Trope Zaqef qaton die Trope Zakef gadol eingesetzt. Wörter, die die Trope Zakef gadol tragen, sind kurz und haben keine vorausgehende Konjunktion und keine Verbindungen mit Maqqef.

## Kombinationen

### Zakef gadol auf einem Wort
Zakef gadol wird auf den ersten Buchstaben der betonten Silbe gesetzt. Jacobson illustriert dieses an den Beispielen Gen 33,9  אָחִ֕י, Gen 27,36  וַיֹּאמַ֕ר, Gen 41,38  אִ֕ישׁ, Gen 36,12  אֵ֕לֶּה, Gen 27,2  וַיֹּ֕אמֶר.

### Zakef gadol mit Mercha und Tipcha
| Tipcha | Mercha | Zakef Gadol |
| ------ | ------ | ----------- |
| ◌֖      | ◌֥      | ◌֕           |

Dem Zakef gadol folgen üblicherweise Mercha oder Tipcha. Jacobson illustriert dies u. a. am Beispiel Gen 40,3  מְקֹ֕ום אֲשֶׁ֥ר יֹוסֵ֖ף, Gen 41,10  אֹתִ֕י וְאֵ֖ת, Gen 31,35  וַיְחַפֵּ֕שׂ וְלֹ֥א מָצָ֖א, Gen 42,12  לֹ֕א כִּֽי־עֶרְוַ֥ת הָאָ֖רֶץ, Num 14,8  הַזֹּ֔את וּנְתָנָ֖הּ.

## Vorkommen
| Teil des Tanach | Zakef gadol |
| --------------- | ----------- |
| Tora            | 524         |
| Nevi’im         | 819         |
| Ketuvim         | 312         |
| Gesamt          | 1655        |

Zaqef gadol gehört zum Prosa-System der Teamim. Die Tabelle zeigt das Vorkommen in den 21 Büchern.